# Paul Émile de Puydt
Paul Émile de Puydt (* 6. März 1810 in Mons; † 20. Mai 1891 ebenda) war ein belgischer Botaniker, Ökonom und Schriftsteller.

## Leben
De Puydt wurde 1810 in Mons geboren, als Sohn von Jean-Ambroise de Puydt, dem Gouverneur des Hennegau, und von Adelaïde Michotte. Nach dem Studium wandte er sich zunächst dem Journalismus zu und arbeitete als Redakteur des L’Obsevateur du Hainaut. Zudem verfasste er zusammen mit Henri Delmotte und Hippolyte Rousselle ein Theaterstück mit dem Titel „Le candidat à la royauté“, das 1831 in Mons uraufgeführt wurde. De Puydt nahm schließlich eine Tätigkeit in der Verwaltung auf und war in dieser Eigenschaft unter anderem für die Hospize seiner Heimatstadt zuständig.
In seiner Freizeit wandte er sich der Botanik zu, wobei er eine besondere Präferenz für Orchideen entwickelte. Ab 1831 war er Sekretär der im Jahr 1828 neu gegründeten Gesellschaft für Gartenbaukunst der Stadt Mons. 1833 wirkte de Puydt an der Gründung der Société des sciences, des arts et des lettres des Hennegau mit, als deren Vizepräsident er ab 1858 und als deren Präsident er ab 1865 fungierte.
De Puydt war mit Fanny-Catherine Cousin verheiratet. Gemeinsam hatten sie einen Sohn, Julien, und eine Tochter, Marie-Thérèse-Philippine.

## Werke (Auswahl)
De Puydt verfasste zahlreiche botanische sowie sozialwissenschaftliche und belletristische Werke. Von besonderer Bedeutung sind seine Arbeiten über die Orchideen. In den Wirtschaftswissenschaften hat er den Begriff und die Konzeption der Panarchie eingeführt.
Botanik
- Traies jardiniers, précédé de notions pratiques de physiologie végétale et de physique horticole, et de conseils pour la construction des différentes serres. 1860.
- Les Poires de Mons. Masquillier et Lamir, Mons 1860.
- Traité théorique et pratique de la culture des plantes de serre froide. Orangerie et serre tempérée des jardiniers. Précédé de notions pratiques physiologie végétale et de physique horticole, et de conseils pour la construction des différentes serres. E. Tarlier, Brüssel 1860.
- Les palmiers et les grandes plantes ornementales de serre froide. E. Donnaud, Paris 1863.
- Les Plantes deté théorique et pratique de la culture des plantes de serre froide, orangerie et serre tempérées d serre, traité théorique et pratique de la culture de toutes les plantes qui demandent un abri sous le climat de la Belgique. 2 Bände, H. Monceaux, Mons 1866.
- Les Orchidées, histoire iconographique, organographie, classification, géographie, collections, commerce, emploi, culture, avec une revue descriptive des espèces cultivées en Europe. Ouvrage orné de 244 vignettes et de 50 chromo-lithographies, dessinées d’après nature sous la direction de M. Leroy, dans les serres de M. Guibert. Rothschild, Paris 1880.

Sozialwissenschaften
- La Charité et les institutions de bienfaisance. 1867.
- Marche et progrès de la civilisation dans les temps modernes. 1870.
- La Grève. 1876.

Romane
- Chevreuse, roman. 1859.
- Maudit métier, histoire du Borinage. 1883.
- Cent mille francs de dot. 1890.